# Lista das maiores empresas do mundo por receita
Lista das maiores empresas do mundo por receita.

## Lista das maiores empresas do mundo por receita
Empresa estatal
| Classificação | Nome                                    | Indústria            | Receita (bilhões de USD) | Crescimento da receita | Empregados | País           | Sede                       | CEO                   | Ref.(s) |
| ------------- | --------------------------------------- | -------------------- | ------------------------ | ---------------------- | ---------- | -------------- | -------------------------- | --------------------- | ------- |
| 1             | Walmart                                 | Varejo               | $482                     | 0,7%                   | 2.300.000  | Estados Unidos | Bentonville (Arkansas)     | Doug McMillon         | [ 1 ]   |
| 2             | State Grid                              | Eletrônicos          | $330                     | 2,9%                   | 927.839    | China          | Pequim                     | Shu Yinbiao           | [ 2 ]   |
| 3             | China National Petroleum                | Petróleo e gás       | $299                     | 30,2%                  | 1.589.508  | China          | Pequim                     | Wang Yilin            | [ 3 ]   |
| 4             | Sinopec                                 | Petróleo e gás       | $294                     | 34,1%                  | 810.538    | China          | Pequim                     | Wang Yupu             | [ 4 ]   |
| 5             | Royal Dutch Shell                       | Petróleo e gás       | $272                     | 36,9%                  | 90.000     | Países Baixos  | Haia                       | Ben van Beurden       | [ 5 ]   |
| 6             | Exxon Mobil                             | Petróleo e gás       | $246                     | 35,6%                  | 75.600     | Estados Unidos | Irving (Texas)             | Rex Tillerson         | [ 6 ]   |
| 7             | Volkswagen                              | Automotiva           | $237                     | 11,9%                  | 610.076    | Alemanha       | Wolfsburg                  | Matthias Müller       | [ 7 ]   |
| 8             | Toyota                                  | Automotiva           | $237                     | 4,5%                   | 348.877    | Japão          | Toyota (Aichi)             | Akio Toyoda           | [ 8 ]   |
| 9             | Apple                                   | Eletrônicos          | $234                     | 27,9%                  | 72.494     | Estados Unidos | Cupertino                  | Tim Cook              | [ 9 ]   |
| 10            | BP                                      | Petróleo e gás       | $223                     | 37%                    | 79.800     | Reino Unido    | Londres                    | Bob Dudley            | [ 10 ]  |
| 11            | Berkshire Hathaway                      | Conglomerado         | $211                     | 8,3%                   | 331.000    | Estados Unidos | Omaha (Nebraska)           | Warren Buffett        | [ 11 ]  |
| 12            | McKesson                                | Farmacêutica         | $192                     | 6,2%                   | 68.000     | Estados Unidos | San Francisco              | John Hammergren       | [ 12 ]  |
| 13            | Samsung                                 | Conglomerado         | $177                     | 9,4%                   | 319.000    | Coreia do Sul  | Suwon                      | Oh-Hyun Kwon          | [ 13 ]  |
| 14            | Glencore                                | Commodities          | $170                     | 22,9%                  | 102.388    | Suíça          | Baar                       | Ivan Glasenberg       | [ 14 ]  |
| 16            | Total                                   | Petróleo e gás       | $212                     | 11,5%                  | 100.307    | França         | Courbevoie                 | fr                    | [ 15 ]  |
| 19            | China Railway                           | Transportes          | $163                     | 4.,7%                  | 2.045.600  | China          | Pequim                     | Sheng Guangzu         | [ 16 ]  |
| 20            | Phillips 66                             | Petróleo e gás       | $161                     | 6,4%                   | 13.500     | Estados Unidos | Houston                    | Greg Garland          | [ 17 ]  |
| 21            | Japan Post                              | Conglomerado         | $157                     | 6,9%                   | 229.000    | Japão          | Tóquio                     | Jiro Saito            | [ 18 ]  |
| 22            | Daimler                                 | Automotiva           | $157                     | 10,1%                  | 275.087    | Alemanha       | Stuttgart                  | Dieter Zetsche        | [ 19 ]  |
| 23            | General Motors                          | Automotiva           | $152                     | 1,7%                   | 284.000    | Estados Unidos | Detroit                    | Mary Barra            | [ 20 ]  |
| 24            | General Electric                        | Conglomerado         | $149                     | 1,7%                   | 305.000    | Estados Unidos | Boston                     | Jeffrey Immelt        | [ 21 ]  |
| 25            | Exor                                    | Serviços financeiros | $148                     | 7,8%                   | 318.562    | Itália         | Turim                      | John Elkann           | [ 22 ]  |
| 26            | Allianz                                 | Serviços financeiros | $148                     | 10,4%                  | 147.425    | Alemanha       | Munique                    | Oliver Bäte           | [ 23 ]  |
| 27            | Ford Motor Company                      | Automotiva           | $144                     | 2,0%                   | 164.000    | Estados Unidos | Dearborn (Michigan)        | Mark Fields           | [ 24 ]  |
| 28            | Petrobras                               | Petróleo e gás       | $144                     | 1,6%                   | 86.111     | Brasil         | Rio de Janeiro             | Pedro Parente         | [ 25 ]  |
| 29            | Lukoil                                  | Petróleo e gás       | $144                     | 1,9%                   | 120.000    | Rússia         | Moscou                     | Vagit Alekperov       | [ 26 ]  |
| 30            | Honda                                   | Automotiva           | $142                     | 20,0%                  | 198.561    | Japão          | Tokyo                      | Takahiro Hachigo      | [ 27 ]  |
| 31            | CVS Health                              | Varejo               | $139                     | 9,9%                   | 208.000    | Estados Unidos | Woonsocket (Rhode Island)  | Larry Merlo           | [ 28 ]  |
| 32            | Chevron                                 | Petróleo e gás       | $138                     | 34,9%                  | 64.700     | Estados Unidos | San Ramon (Califórnia)     | John Watson           | [ 29 ]  |
| 33            | Industrial and Commercial Bank of China | Serviços financeiros | $137                     | 10,8%                  | 405.354    | China          | Pequim                     | Jiang Jianqing        | [ 30 ]  |
| 34            | E·ON                                    | Energia              | $135                     | 9,8%                   | 79.000     | Alemanha       | Düsseldorf                 | Johannes Teyssen      | [ 31 ]  |
| 35            | Foxconn                                 | Eletrônicos          | $133                     | 6,6%                   | 1.290.000  | Taiwan         | Taiwan                     | Terry Gou             | [ 32 ]  |
| 36            | Eni                                     | Petróleo e gás       | $133                     | 4,4%                   | 82.289     | Itália         | Roma                       | Claudio Descalzi      | [ 33 ]  |
| 37            | AT&T                                    | Telecomunicações     | $146,8                   | 2,9%                   | 256.000    | Estados Unidos | Dallas                     | Randall L. Stephenson | [ 34 ]  |
| 38            | Valero                                  | Petróleo e gás       | $131                     | 5,5%                   | 22.000     | Estados Unidos | San Antonio, Texas         | William R. Klesse     | [ 35 ]  |
| 39            | UnitedHealth Group                      | Plano de saúde       | $131                     | 6.5%                   | 99.000     | Estados Unidos | Minnetonka (Minnesota)     | Stephen Hemsley       | [ 36 ]  |
| 40            | PDVSA                                   | Petróleo e gás       | $128                     | 4,4%                   | 121.000    | Venezuela      | Caracas                    | Rafael Ramírez        | [ 37 ]  |
| 41            | Trafigura                               | Commodities          | $128                     | 0,4%                   | 5.326      | Suíça          | Lucerna                    | Claude Dauphin        | [ 38 ]  |
| 42            | Verizon                                 | Telecomunicações     | $127                     | 5,4%                   | 176.000    | Estados Unidos | Nova York                  | Lowell McAdam         | [ 39 ]  |
| 43            | China Construction Engineering          | Construção           | $125                     | 17,3%                  | 216.824    | China          | Pequim                     | Yi Jun                | [ 40 ]  |
| 44            | Cargill                                 | Comida processada    | $120                     | 12,0%                  | 158.000    | Estados Unidos | Wayzata (Minnesota)        | Dave MacLennan        | [ 41 ]  |
| 45            | AmerisourceBergen                       | Farmacêutica         | $136                     | 35,9%                  | 14.500     | Estados Unidos | Chesterbrook (Pensilvânia) | Steven H. Collis      | [ 42 ]  |
| 46            | Koch Industries                         | Conglomerado         | $115                     | 4,5%                   | 100.000    | Estados Unidos | Wichita (Kansas)           | Charles Koch          | [ 43 ]  |
| 47            | Costco                                  | Varejo               | $114                     | 7,1%                   | 189.000    | Estados Unidos | Issaquah                   | W. Craig Jelinek      | [ 44 ]  |
| 48            | Hewlett Packard Enterprise              | Eletrônicos          | $111                     | 0,8%                   | 302.000    | Estados Unidos | Palo Alto                  | Meg Whitman           | [ 45 ]  |
| 49            | Grupo Tata                              | Conglomerado         | $108                     | 5,8%                   | 600.000    | Índia          | Mumbai                     | Ratan Tata            | [ 46 ]  |